# Тереховка (Рыльский район)
Тереховка — деревня в Рыльском районе Курской области. Входит в состав Крупецкого сельсовета.

## География
Деревня находится в бассейне Обесты, в 128 км западнее Курска, в 24 км западнее районного центра — города Рыльск, в 1 км от центра сельсовета  — села Крупец.
Климат
Тереховка, как и весь район, расположена в поясе умеренно континентального климата с тёплым летом и относительно тёплой зимой (Dfb в классификации Кёппена).

## Население
| 2002 | 2010 |
| ---- | ---- |
| 185  | ↘141 |

## Инфраструктура
Личное подсобное хозяйство. В деревне 82 дома.

## Транспорт
Тереховка находится в 1 км от автодороги регионального значения 38К-017 (Курск — Льгов — Рыльск — граница с Украиной), на автодороге межмуниципального значения 38Н-374 (38К-017 — Тереховка), в 7 км от ближайшей ж/д станции Крупец (линия Хутор-Михайловский — Ворожба).
В 192 км от аэропорта имени В. Г. Шухова (недалеко от Белгорода).